# Un zoo pas comme les autres
 (mai 2024).
La mise en forme du texte ne suit pas les recommandations de Wikipédia : il faut le « wikifier ».
Les points d'amélioration suivants sont les cas les plus fréquents :
- Les titres sont pré-formatés par le logiciel. Ils ne sont ni en capitales, ni en gras.
- Le texte ne doit pas être écrit en capitales (les noms de famille non plus), ni en gras, ni en italique, ni en « petit »…
- Le gras n'est utilisé que pour surligner le titre de l'article dans l'introduction, une seule fois.
- L'italique est rarement utilisé : mots en langue étrangère, titres d'œuvres, noms de bateaux, etc.
- Les citations ne sont pas en italique mais en corps de texte normal. Elles sont entourées par des guillemets français : « et ».
- Les listes à puces sont à éviter, des paragraphes rédigés étant largement préférés. Les tableaux sont à réserver à la présentation de données structurées (résultats, etc.).
- Les appels de note de bas de page (petits chiffres en exposant, introduits par l'outil «  Source ») sont à placer entre la fin de phrase et le point final[comme ça].
- Les liens internes (vers d'autres articles de Wikipédia) sont à choisir avec parcimonie. Créez des liens vers des articles approfondissant le sujet. Les termes génériques sans rapport avec le sujet sont à éviter, ainsi que les répétitions de liens vers un même terme.
- Les liens externes sont à placer uniquement dans une section « Liens externes », à la fin de l'article. Ces liens sont à choisir avec parcimonie suivant les règles définies. Si un lien sert de source à l'article, son insertion dans le texte est à faire par les notes de bas de page.
- La présentation des références doit suivre les conventions bibliographiques. Il est recommandé d'utiliser les modèles {{Ouvrage}}, {{Chapitre}}, {{Article}}, {{Lien web}} et/ou {{Bibliographie}}. Le mode d'édition visuel peut mettre en forme automatiquement les références.
- Insérer une infobox (cadre d'informations à droite) n'est pas obligatoire pour parachever la mise en page.

Pour une aide détaillée, merci de consulter Aide:Wikification.
Si vous pensez que ces points ont été résolus, vous pouvez retirer ce bandeau et améliorer la mise en forme d'un autre article.
Un zoo pas comme les autres est une série télévisée québécoise de 30 minutes, diffusée sur les ondes de TVA depuis 2018. Elle présente le quotidien des propriétaires et employés du Miller Zoo situé à Frampton.

## Synopsis
Un zoo pas comme les autres met en scène Clifford Miller et Emilie Ferland. Le couple est propriétaire du Zoo Miller. Ils s'occupent de plus de 180 animaux de 60 espèces. Le zoo agit comme centre de réhabilitation de la faune sauvage : on peut y voir des tigres, des ours, des loups, des élans, etc. Certains y demeurent de manière permanente, mais d'autres sont réhabilités en vue d'être relâchés dans la nature.

## Production
C'est l'histoire particulière du zoo qui a attiré l'intérêt du public, avec un million de téléspectateurs en 2019. Clifford Miller avait acheté les terres sur lesquelles le zoo existe de sa grand-mère. Après avoir fait cette acquisition à 17 ans, il n'y est retourné que 10 ans plus tard. Il a commencé par construire une maison avec le bois de la terre. Lorsque l'idée du zoo a germé, il y a investi l’héritage de ses parents et Émilie a investi l'argent obtenu à la vente de son casse-croûte pour démarrer l'entreprise.
Les défis du tournage avec des animaux incluent un temps d'adaptation entre ces derniers et l'équipe de production, qui prévoit deux jours de tournage pour un épisode et se retrouve souvent à réviser ses plans.
Après sept saisons, cette série annonce qu'elle tira finalement sa révérence. La dernière saison sera donc celle qui débutera le 7 avril 2025. 

### Fiche Technique
- Titre original : Un zoo pas comme les autres
- Réalisation : Noémie Jolicoeur-Laforest
- Pays de production : Canada
- Genre : Série documentaire
- Nombre de saisons : 6
- Dates de première diffusion : 7 janvier 2018